# Clavert Kiendrebéogo
Clavert Kiendrebéogo (ur. 14 lutego 1996 w Koudougou) – burkiński piłkarz grający na pozycji pomocnika. Od 2022 jest zawodnikiem klubu AS Douanes Wagadugu.

## Kariera klubowa
Swoją karierę piłkarską Kiendrebéogo rozpoczął w klubie Bankuy Sport. W sezonie 2015/2016 zadebiutował w jego barwach w pierwszej lidze burkińskiej. W latach 2016–2018 występował w US Comoé, a w latach 2018-2022 w AS SONABEL. W sezonie 2020/2021 wywalczył z nim mistrzostwo Burkiny Faso. W 2022 przeszedł do AS Douanes Wagadugu. W sezonie 2022/2023 sięgnął z nim po dublet - mistrzostwo i Puchar Burkiny Faso.

## Kariera reprezentacyjna
W reprezentacji Burkiny Faso Kiendrebéogo zadebiutował 16 stycznia 2021 w przegranym 0:1 meczu Mistrzostw Narodów Afryki 2020 z Mali, rozegranym w Jaunde.